# Lijst van oorlogsmonumenten in Dordrecht
De Nederlandse gemeente Dordrecht heeft 15 oorlogsmonumenten. Hieronder een overzicht.
| Nr.                             | Object                                                        | Herdachte groep | Ontwerper                                                   | Onthulling        | Type            | Locatie                                            | Plaats    | Coördinaten                   | Foto                                                          |
| ------------------------------- | ------------------------------------------------------------- | --- | ----------------------------------------------------------- | ----------------- | --------------- | -------------------------------------------------- | --------- | ----------------------------- | ------------------------------------------------------------- |
| 107                             | Monument 28 R.I. 10 mei 1940                                  | militairen in dienst van het Ned. Kon. 1940-1945                                                                                     |                                                             | 18 juni 1940      | zuil            | Zuidendijk, 3314 CW                                | Dordrecht | 51° 47' 5" NB, 4° 41' 16" OL  | Monument 28 R.I. 10 mei 1940                                  |
| 368                             | Indië-monument                                                | militairen in dienst van het Ned. Kon. na 1945                                                                                       | Verenigde Natuursteen Bedrijven B.V.                        | 16 mei 1998       | gedenksteen     | Nassauweg 200, 3314 JR                             | Dordrecht | 51° 47' 59" NB, 4° 40' 24" OL | Indië-monument                                                |
| 476                             | Levensboom                                                    | algemeen, allen | Hans Petri (1919-1996)                                      |                   | zuil            | Park Merwestein, 3311 DB                           | Dordrecht | 51° 48' 37" NB, 4° 40' 42" OL | Levensboom                                                    |
| 779                             | Monument voor de III afdeling van het 14e Regiment Artillerie | militairen in dienst van het Ned. Kon. 1940-1945                                                                                     |                                                             | 10 mei 1956       | plaquette       | Damplein, 3319 HC                                  | Dordrecht | 51° 47' 41" NB, 4° 42' 16" OL | Monument voor de III afdeling van het 14e Regiment Artillerie |
| 2114                            | Monument Wieldrecht                                           | militairen in dienst van het Ned. Kon. 1940-1945, burgerslachtoffers                                                                 | Peter Zegveld (1951)                                        | 10 mei 2004       | overig          | Amstelwijckweg, 3316 BB                            | Dordrecht | 51° 47' 4" NB, 4° 38' 24" OL  | Monument Wieldrecht                                           |
| 2287                            | Plaquette in het NS-station                                   | burgerslachtoffers | Ir. H.G.J. Schelling (ontwerp), H.J. Winkelman (uitvoering) |                   | plaquette       | Stationsplein 10, 3311 JV                          | Dordrecht | 51° 48' 27" NB, 4° 40' 4" OL  | Plaquette in het NS-station                                   |
| 2621                            | Je moet het je kinderen vertellen                             | vervolgden Nederland | Jurriaan Schrofer (1926-1990)                               | 12 september 1989 | gedenksteen     | Stadhuisplein 1, 3311 CR                           | Dordrecht | 51° 48' 50" NB, 4° 39' 50" OL | Je moet het je kinderen vertellen                             |
| 2777                            | Monument Willemsdorp                                          | militairen in dienst van het Ned. Kon. 1940-1945                                                                                     |                                                             |                   | zuil            | Rijksstraatweg, 3361 EE                            | Dordrecht | 51° 43' 59" NB, 4° 37' 52" OL | Monument Willemsdorp                                          |
| 3073                            | De Vallende Man                                               | geallieerde militairen, militairen in dienst van het Ned. Kon. 1940-1945, burgerslachtoffers, vervolgden Nederland, verzet Nederland | Cor van Kralingen (1908-1977)                               |                   | beeld/sculptuur | Nassauweg 200, 3314 JR                             | Dordrecht | 51° 47' 59" NB, 4° 40' 24" OL | De Vallende Man                                               |
| 3074                            | Oorlogsmonument                                               | algemeen, allen | Dirk Hol ( 1907-1994)                                       |                   | gedenksteen     | Sumatraplein 8, 3312 XP                            | Dordrecht | 51° 48' 35" NB, 4° 40' 44" OL | Oorlogsmonument                                               |
| 3102                            | Monument op de Joodse begraafplaats                           | vervolgden Nederland |                                                             |                   | gedenksteen     | Nieuweweg, 3314 JS                                 | Dordrecht | 51° 48' 3" NB, 4° 40' 36" OL  | Monument op de Joodse begraafplaats                           |
| 3103                            | Swagermanmonument                                             | militairen in dienst van het Ned. Kon. 1940-1945                                                                                     |                                                             |                   | plaquette       | Rijksstraatweg nabij Verzorgingsplaats De Zuidpunt | Dordrecht | 51° 44' 2" NB, 4° 37' 55" OL  | Swagermanmonument                                             |
| 3142                            | Joods monument                                                | vervolgden Nederland, algemeen |                                                             | 28 april 2005     | plaquette       | Grote Markt 7, 3311 BG                             | Dordrecht | 51° 48' 58" NB, 4° 40' 1" OL  | Joods monument                                                |
| 3577                            | Monument in Park Merwestein                                   | verzet Nederland |                                                             | 2 juli 1994       | gedenksteen     | Park Merwestein, bij boom 9 en boom 154, 3311 DB   | Dordrecht | 51° 48' 39" NB, 4° 40' 43" OL | Monument in Park Merwestein                                   |
| 3578                            | Monument in de Dordtsche Buitenschool                         | burgerslachtoffers | Vereniging Natuursteen Bedrijven en Van der Mijle           |                   | gedenksteen     | Stadsarchief Diep, Dordrecht                       | Dordrecht |                               |                                                               |
| Dit oorlogsmonument op Wikidata | Stolpersteine                                                 | vervolgden Nederland | Gunter Demnig                                               | 2010              | plaquette       | Zie Lijst van Stolpersteine in Dordrecht           | Dordrecht |                               |                                                               |

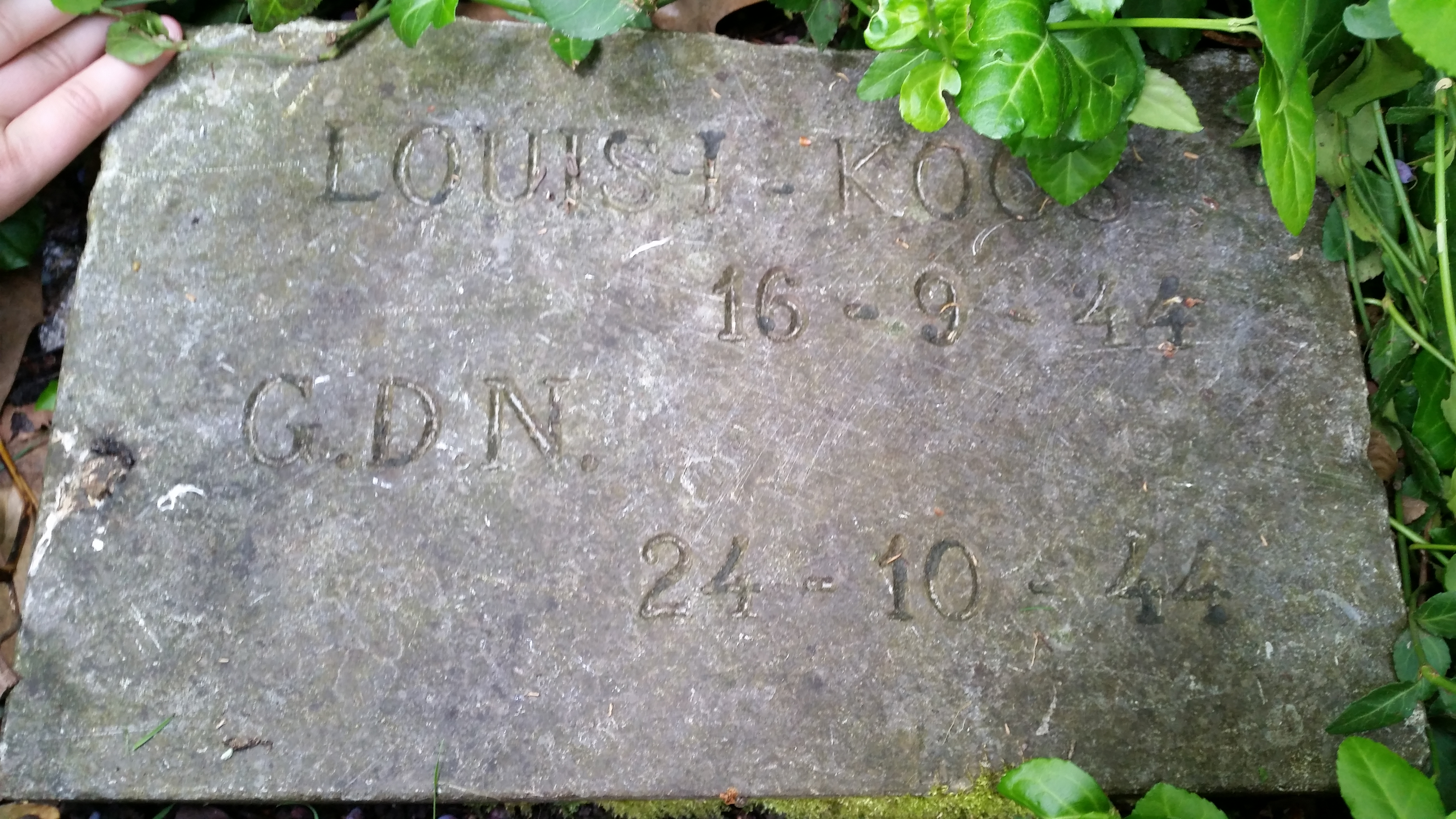
2e steen van nr. 3577

Alblasserdam ·
Albrandswaard ·
Alphen aan den Rijn ·
Barendrecht ·
Bodegraven-Reeuwijk ·
Capelle aan den IJssel ·
Delft ·
Den Haag ·
Dordrecht ·
Goeree-Overflakkee ·
Gorinchem ·
Gouda ·
Hardinxveld-Giessendam ·
Hendrik-Ido-Ambacht ·
Hillegom ·
Hoeksche Waard ·
Kaag en Braassem ·
Katwijk ·
Krimpen aan den IJssel ·
Krimpenerwaard ·
Lansingerland ·
Leiden ·
Leiderdorp ·
Leidschendam-Voorburg ·
Lisse ·
Maassluis ·
Midden-Delfland ·
Molenlanden ·
Nieuwkoop ·
Nissewaard ·
Noordwijk ·
Oegstgeest ·
Papendrecht ·
Pijnacker-Nootdorp ·
Ridderkerk ·
Rijswijk ·
Rotterdam ·
Schiedam ·
Sliedrecht ·
Teylingen ·
Vlaardingen ·
Voorne aan Zee ·
Voorschoten ·
Waddinxveen ·
Wassenaar ·
Westland ·
Zoetermeer ·
Zoeterwoude ·
Zuidplas ·
Zwijndrecht